# Березовець (річка)
Березовець — річка в Україні, у Міжгірському районі Закарпатської області. Права притока Озерянки (басейн Дунаю).

## Опис
Довжина річки приблизно 3,5 км. Формується з багатьох безіменних струмків.

## Розташування
Бере початок на південно-східних схилах гірської вершини Канчь. Тече переважно на південний схід і впадає у річку Озерянку, ліву притоку Тереблі. 
Річка повністю тече в межах Національного природного парку «Синевир».